# I Can Dream About You
I Can Dream About You is een nummer uit 1984 van de Amerikaanse zanger Dan Hartman. Het is de eerste single van zijn gelijknamige vijfde studioalbum en werd een hit in een aantal landen. In de Amerikaanse Billboard Hot 100 haalde het de 6e positie. In de Nederlandse Top 40 haalde het de 12e positie, en in de Vlaamse Radio 2 Top 30 de 16e.

## Achtergrond
I Can Dream About You werd oorspronkelijk opgenomen soundtrack van de film Streets of Fire waaruit de officiële videoclip afkomstig is. De filmversie werd ingezongen door Winston Ford en geplaybackt door het fictieve Afro-Amerikaanse kwartet The Sorels met acteur Stoney Jackson als leadzanger. Hartmans versie werd de officiële en verving die van Ford bij navertoning van de videoclip. Ter promotie trad Hartman een jaar lang op in Amerikaanse en Europese televisieprogramma's. In Nederland verscheen hij begin 1985 in Toppop met zijn nieuwe single We Are the Young nadat er een einde werd gemaakt aan de ontstane verwarring omtrent zijn identiteit. In het Hard Rock Cafe van Londen werd een tweede clip gemaakt voor I Can Dream About You waarin de zanger zelf te zien was als barman.

## Versie Hall & Oates
Volgens Daryl Hall had Dan Hartman het nummer aanvankelijk geschreven voor Hall & Oates, maar zij hadden het geweigerd omdat op het punt stonden een album uit te brengen. Vandaar dat Hartman het nummer zelf opnam. In 2004 brachten Hall & Oates een coveralbum uit genaamd Our Kind of Soul, met een door hen zelf opgenomen versie van "I Can Dream About You", met een aangepaste tekst. 